# Canepa
Canepa is een klein dorp (curazia) in de gemeente Città di San Marino in San Marino.